# The Man from Egypt
The Man from Egypt è un cortometraggio muto del 1916 diretto da Lawrence Semon (Larry Semon).

## Trama
Trama di Moving Picture World synopsis in (EN)  su IMDb

## Produzione
Il film fu prodotto dalla Vitagraph Company of America.

## Distribuzione
Distribuito dalla General Film Company, il film - un cortometraggio in una bobina - uscì nelle sale cinematografiche statunitensi il 14 luglio 1916. Ne venne fatta una riedizione distribuita il 10 maggio 1920.
La pellicola è reperibile su Youtube in formato di libero dominio.